# Comtat d'Arcesais
El comtat d'Arcesais fou un pagus de Borgonya que va existir com a comtat al segle IX. Estava centrar a la població de Arcis-sur-Aube que li donava el nom. Se situava just al nord-est del país de Troyes. Se suposa que va tenir comtes privatius durant el segle IX.
Al final del segle IX o començament del segle X va passar a formar part dels dominis ducals si bé les circumstàncies de com es va produir són desconegudes.